# Guido Rigotti
Guido Rigotti (Trieste, 13 febbraio 1904 – Monfalcone, 19 gennaio 1990) è stato un allenatore di calcio e calciatore italiano, di ruolo difensore.

## Carriera
Terzino, dopo aver disputato quattro campionati di Serie B con la Monfalconese C.N.T. ed uno con la Sampierdarenese, giocò per quattro stagioni in Serie A con la Sampierdarenese (divenuta Liguria nel 1937). Nel 1938 passò in Serie C al Potenza, dove fu capitano e allenatore, e portò con sé diversi giocatori provenienti dalla sua regione di origine.

## Palmarès

### Club

#### Competizioni nazionali
- Serie B: 1

Sampierdarenese: 1933-1934